# Jeroen van Busleyden

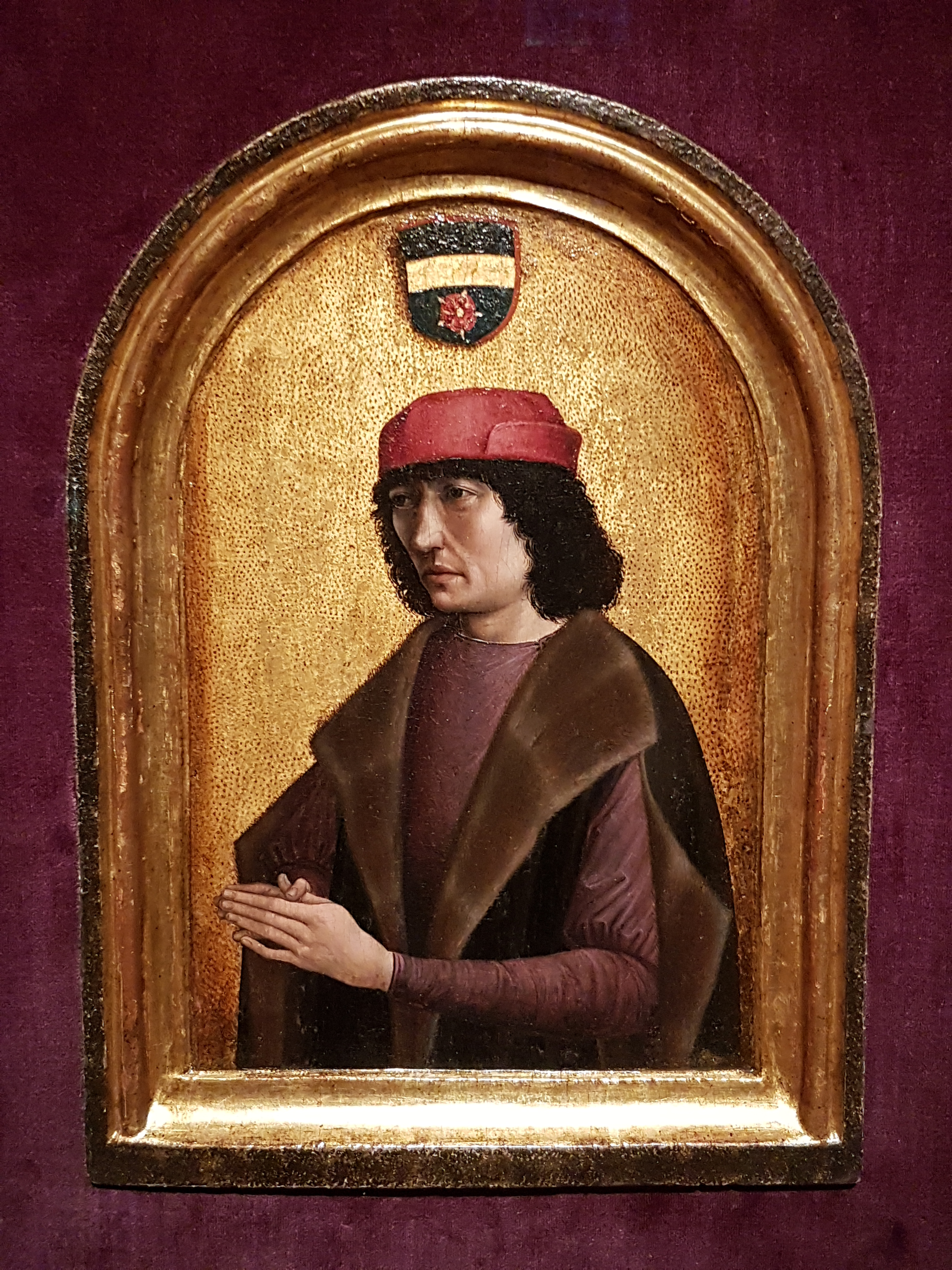
Anoniem portret

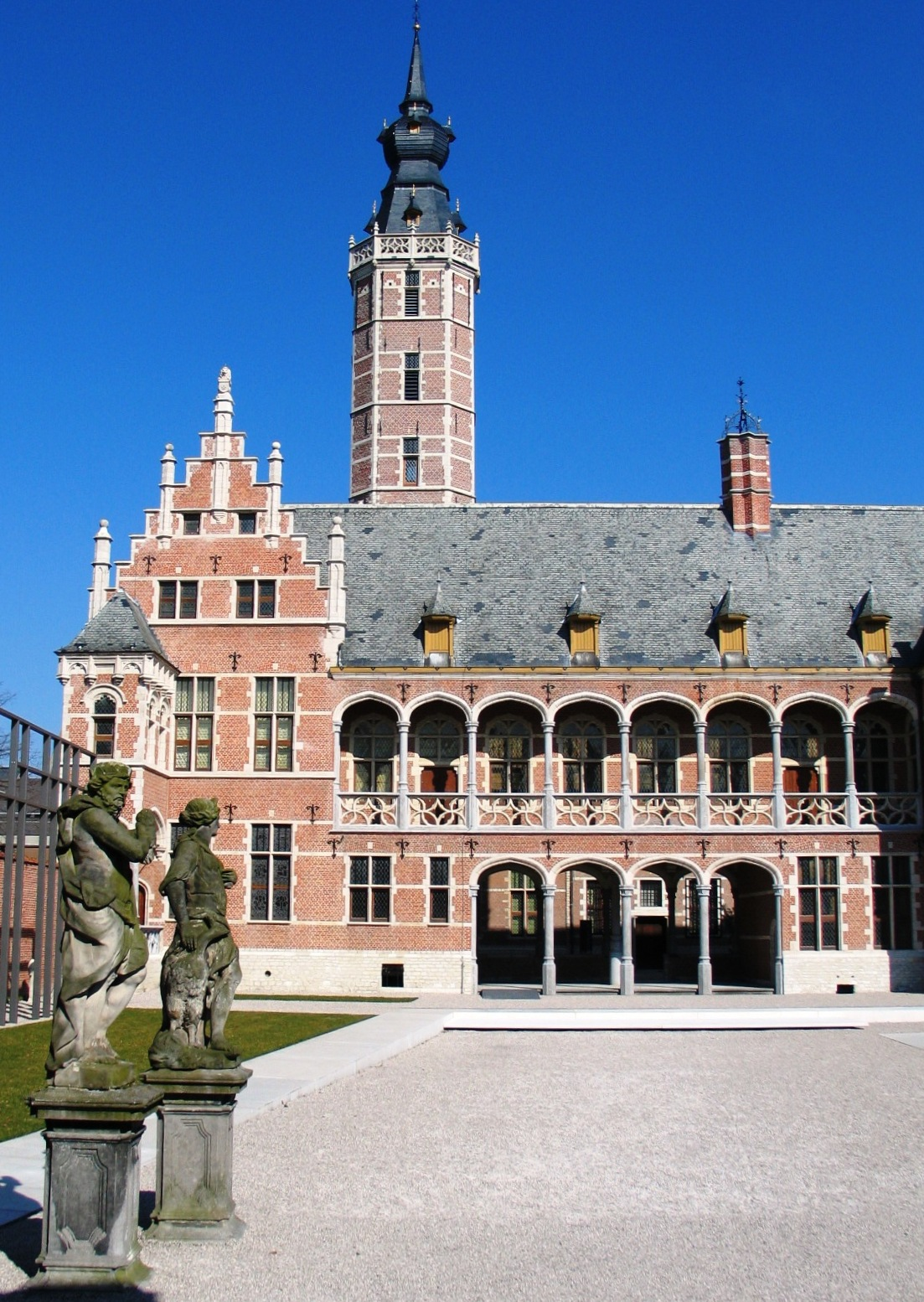
Hof van Busleyden (14 maart 2006)

Hieronymus (Jeroen) van Busleyden (Aarlen, ca. 1470 – Bordeaux, 27 augustus 1517) was een Zuid-Nederlands jurist, mecenas en humanist.
De Luxemburger Busleyden was afkomstig uit een familie die haar oorsprong kende in de plaats Bauschleiden. Hij had in Leuven en Padua gestudeerd en was doctor in beide rechten. Onder Filips de Schone werd hij lid en rekwestmeester van de Grote Raad van Mechelen (1504), waar zich ook het hof van aartshertogin Margaretha bevond. In datzelfde jaar werd hij priester en kanunnik van Sint-Rombouts. Hij nam deel aan de hoge politiek en diplomatie, en ontpopte zich tot een humanist en mecenas. Aan de Universiteit van Leuven stichtte hij het Collegium Trilingue, kweekplaats van nieuw leven in wetenschap en kunst.
Vanaf 1503 liet hij met stedelijke subsidies een riante residentie bouwen in Mechelen (bewoonbaar in 1507 maar nog niet af in 1516). Het palazzo van Busleyden werd al snel beroemd vanwege de banketten die hij er hield. Adriaan Boeyens was er te gast, lang voor hij paus werd. Ook bevriende intellectuelen als Erasmus, Guillaume Budé, Cuthbert Tunstall en Thomas Morus kwamen over de vloer. De laatste begon er te schrijven aan zijn Utopia en gaf een lovende beschrijving van het gebouw. Erasmus wijdde een werk aan de collectie antieke munten van Busleyden.
Hij overleed in Bordeaux, op terugkeer van een reis naar Spanje in opdracht van Karel V. Hij werd in de Sint-Romboutskathedraal begraven.
Zijn broer, Frans van Busleyden, vervulde diverse kerkelijke en politieke functies in de Bourgondische Nederlanden.

## Trivia
- Het Hof van Busleyden, in vroeg-renaissancestijl, is nu te bezoeken als museum.
- Het Busleyden Atheneum in Mechelen ontleent zijn naam aan Jeroen van Busleyden.

## Voetnoten
1. ↑  Ad Buslidianum de aedibus magnificis Mechliniae
2. ↑  Nummis antiquis apud Hieronymum Buslidianum servatis

- Biografisch Portaal: 52085106
- Digitale Bibliotheek voor de Nederlandse Letteren: busl002
- Gemeinsame Normdatei: 119537257
- International Standard Name Identifier: 0000 0000 7970 7156
- Nederlandse Thesaurus van Auteursnamen: 079929079
- Réseau des bibliothèques de Suisse occidentale: 02-A012950133
- RKD-Nederlands Instituut voor Kunstgeschiedenis: 437886
- Système universitaire de documentation: 130192007
- Virtual International Authority File: 13120229